# Storia delle congregazioni cristiane in Francia
Le congregazioni cattoliche sono istituzioni approvate dai vescovi o dai papi, che si sono create nel tempo a seconda dei bisogni o delle crisi che agitavano la Chiesa, ed esprimono l'evoluzione di quest’ultima. I novizi diventano monaci nel momento in cui accettano di impegnarsi per tutta la vita ai tre voti di obbedienza, castità e povertà.
Monaci e monache, religiosi e religiose vivono all’interno di una comunità la cui vita è organizzata da una regola. Per questo si ritiene che costituiscano, in senso ampio e alquanto impreciso, il clero regolare. Tuttavia, dal punto di vista del diritto canonico, monache e monache non possono far parte del clero e, in senso stretto, i monaci che non hanno ricevuto l'Ordine Sacro sono laici.

## Inizi: dal V al X secolo
Fin dall'inizio del Cristianesimo, fu praticata l'ascesi come forma di sacrificio di sé cui seguì a partire dal terzo secolo la creazione delle prime comunità monastiche. San Pacomio è considerato il padre del cenobitismo o della vita comunitaria, che generalmente si oppone all'eremitismo o all'anacoresi. Pacomio riteneva infatti che la solitudine fosse pericolosa e foriera di disperazione.
Già nel 360 Martino di Tours fondò l'Abbazia di Saint-Martin de Ligugé, vicino a Poitiers. All'inizio del V secolo, san Giovanni Cassiano fondò l’Abbazia di San Vittore a Marsiglia e l’Abbazia di Lerino. Nel VI secolo, il monaco Colombano, missionario irlandese, riformò molti monasteri su richiesta del re merovingio Gontrano e fondò, tra gli altri, quello di Luxeuil (nel 590). In questa occasione scrisse le sue regole che insisteva su penitenze e mortificazioni, conosciuta nella stragrande maggioranza dei monasteri della Gallia.

### L'ascesa del monachesimo benedettino

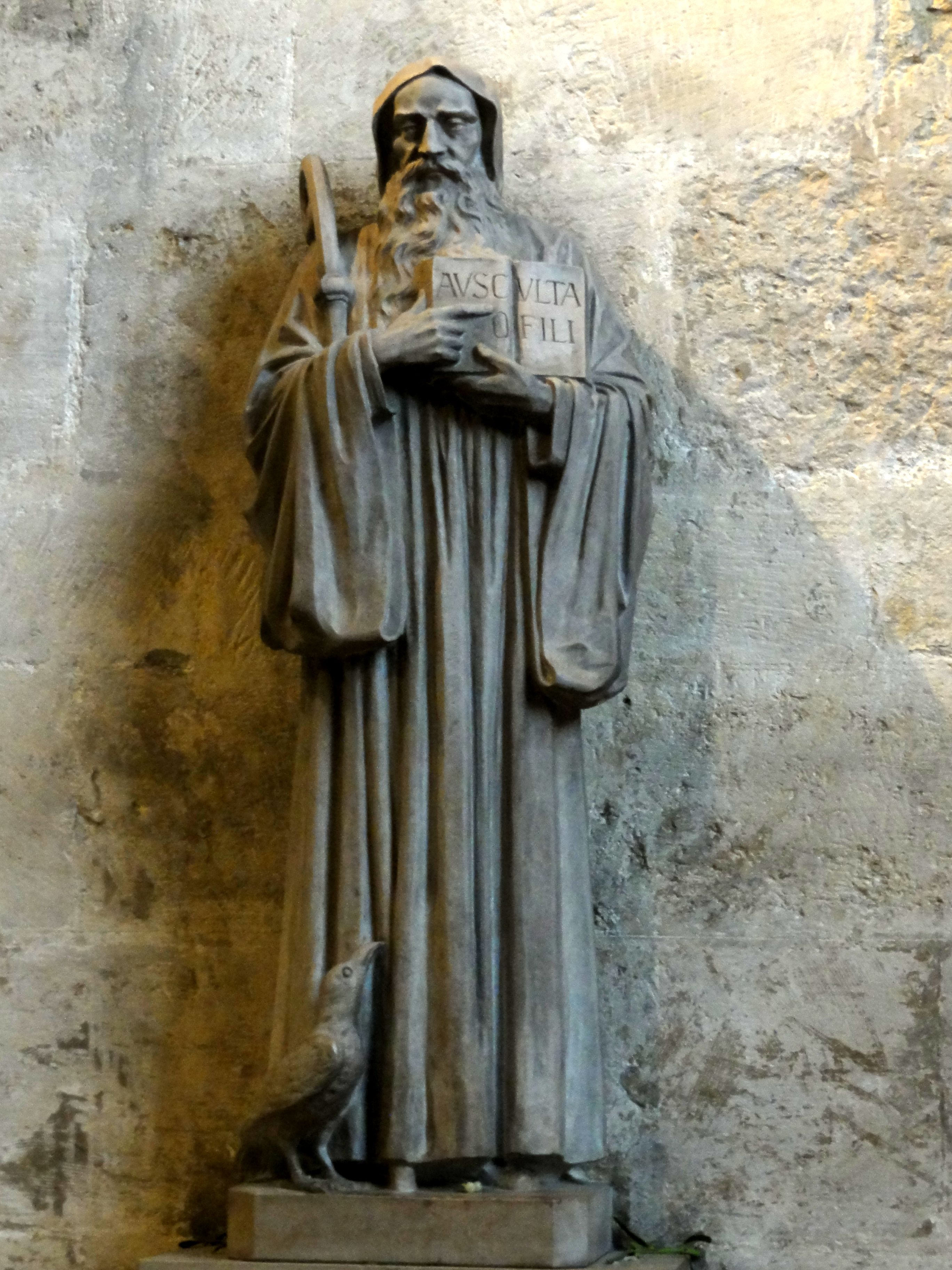
Statua di san Benedetto da Norcia (Abbazia di Saint-Germain-des-Prés).

Quando Benedetto da Norcia fondò un monastero a Montecassino intorno al 529 , la regola di vita che elaborò intorno al 540 si sarebbe poi ampiamente diffusa in Europa. Il motto di San Benedetto Pax ("pace") fu trasmesso all'intero ordine benedettino. Sotto l'impulso di Carlo Magno, che chiese all'abate di Montecassino una copia della regola di san Benedetto, e di suo figlio Ludovico il Pio, gli imperatori carolingi si rivolsero a san Benedetto d'Aniane il quale scrisse la Concordia regularum, commento della regola benedettina in relazione a quelle di Basilio, Pacomio e Colombano. Nell'817, con il capitulare monasticum, redatto da Benedetto d'Aniane, Ludovico il Pio impose la Regola di San Benedetto a tutti i monasteri dell'impero.
‘’Ora et labora’’, preghiera e lavoro, sono le due attività del monaco. I monaci copiano gli antichi manoscritti negli scriptoria, sia sacri che profani. I monaci sono i protagonisti della Rinascita carolingia. Alcuino, abate di Saint-Martin de Tours, fu uno dei consiglieri più ascoltati da Carlo Magno.
Incmaro, monaco di Saint-Denis e poi arcivescovo di Reims è il grande teologo e meticoloso custode dell'ortodossia contro Scoto Eriugena, e colui che fece condannare papa Nicola I per le sue opinioni sul simbolismo eucaristico che portarono alla negazione della Presenza reale..

### L'Ordo monachorum
Nella società carolingia i monaci costituiscono un gruppo sociale (ordo) che riveste una funzione (officium o ministerium). I monasteri sono centri di produzione, diffusione e fruizione della cultura e dell'educazione: al loro interno sono istituite delle scuole monastiche. Alcuni genitori vi collocarono i propri figli ancora in tenera età, come oblati; l'esempio più famoso è quello di Incmaro, entrato a Saint-Denis da bambino. Le abbazie disponevano di beni significativi e la maggior parte dei monaci lavorava nei campi, fatto che permetteva loro di soddisfare i bisogni dei poveri e dei pellegrini di passaggio. Il Cartulario di Redon o il polittico di Irminone presso l’Abbazia di Saint-Germain-des-Prés testimoniano l’estensione di questi possedimenti. Il dominio di quest'ultima si estendeva per 33.000 ettari . Tali beni provengono da donazioni fatte alle abbazie per ottenere la preghiera di intercessione dei monaci.
Le monache furono obbligate a rispettare la clausura e le badesse iniziarono a non potersi più muovere se non con l'autorizzazione del vescovo. Il vescovo Crodegango di Metz dà ai suoi canonici una regola che è un compromesso tra la vita comune e le missioni pastorali.
Le invasioni normanne, ungheresi e saracene del IX e del X secolo posero fine a gran parte dell’ordinamento allora conosciuto. Gli storici datano l’inizio della riforma gregoriana alla fondazione dell'Abbazia di Cluny ne IX secolo. Infatti, di fronte alla disintegrazione del potere reale e delle istituzioni carolinge nella Francia occidentale, Cluny provò a sfuggire alla dubbia autorità dei vescovi simoniaci e godete del privilegio pontificio dell'esenzione che la liberò dal potere del vescovo locale di porlo direttamente sotto l'autorità di Roma.
Con Abbone di Fleury, al concilio reale di Saint-Basle de Verz del 991, convocato per giudicare l'arcivescovo di Reims ed eleggerne il successore, fu eletto Gerberto d’Aurillac, con la totale estromissione di papa Giovanni XV. I monaci di Cluny e Gerberto si scontrarono con i vescovi che sostenevano la competenza esclusiva del Papa, affermando invece la competenza del concilio dei Galli per le decisioni in materia di titoli nobiliari e relative ai loro pari.

## La rinascita all'inizio del secondo millennio
Alla ricerca di una vita prevalentemente contemplativa, Bruno di Colonia si ritirò nel 1084 con alcuni compagni nelle Prealpi settentrionali e fondò l'Ordine dei Certosini.
Alcuni anni dopo, nel 1098, alcuni benedettini fondarono l'Abbazia di Cîteaux per reagire all'opulenza di alcuni monasteri. San Bernardo giocò un ruolo chiave nella nascita dell'Ordine Cistercense: desideroso di osservare lo spirito della Regola di San Benedetto, la sua riforma reintrodusse il lavoro manuale e il rigore della povertà. Si assistette poi alla nascita dell’Ordine di Grandmont, dei Canonici regolari premostratensi, dei Gilbertini, dell’Ordine di Savigny e molti altri.
Il medesimo slancio riformatore portò alla comparsa degli ordini mendicanti, in particolare i Francescani intorno al 1210 e i Domenicani intorno al 1215, i quali optarono per una vita di povertà e di predicazione; fondarono i loro conventi nel cuore delle città per rimanere vicini ai fedeli. Personaggi di questo nuovo tipo di vita conventuale si fecero strada anche nelle università (Tommaso d'Aquino, Bonaventura). Grazie a questi Ordini Mendicanti, molti cristiani sono rimasti fedeli alla Chiesa.

## Le riforme del XVI secolo

### Prima del Concilio di Trento
Nel 1517 i Cappuccini emersero dall'ordine francescano , accentuando ulteriormente l'ideale di povertà di quest'ultimo.
Contemporaneamente, a Roma nel 1524, san Gaetano Thiene e mons. Pietro Carafa, futuro papa Paolo IV, fondarono un ordine di chierici regolari: i Teatini.
A poco a poco comparvero congregazioni specializzate in attività specifiche. Nel 1530, a Milano, Antonio Maria Zaccaria fondò l'ordine dei Chierici Regolari di San Paolo, altrimenti detti i Barnabiti, dediti all'istruzione.
I Somaschi, fondati nel 1532 a Somasca, nel nord Italia, da san Girolamo Emiliani, si dedicarono alla cura dei malati e all'educazione degli orfani.
San Giovanni di Dio, nel 1537 a Granada, gettò le basi dell'Ordine Ospedaliero di San Giovanni di Dio, dedito alla cura dei poveri e dei malati.
La Compagnia di Gesù fu creata nel 1540 da Ignazio di Loyola e si occupò principalmente di attività missionaria e di insegnamento, formando così un ordine di chierici regolari.
Nel 1535 nacquero congregazioni femminili, tra cui le Orsoline, primo ordine insegnante femminile, sotto la guida di sant'Angela Merici.

### Fondazioni e riforme dopo il Concilio di Trento

#### Congregazioni riformate
Santa Teresa d'Avila riformò l'ordine femminile delle Carmelitane già nel 1562, seguita da san Giovanni della Croce, che nel 1568 riformò il ramo maschile del Carmelo, dando vita all'Ordine dei carmelitani scalzi.
L'ordine benedettino fu riformato a seguito della nascita della Congregazione dei Santi Vitone e Idulfo nel 1604 e poi della Congregazione di San Mauro nel 1621.
Nel 1664 l’abate Armand de Rancé riformò l’Ordine dei Cistercensi presso l'Abbazia di La Trappe.

#### Le fondamenta della riforma
Nel 1575, a Roma, san Filippo Neri creò la Congregazione dell'Oratorio, una società di vita apostolica e una comunità di sacerdoti dedita all'educazione e alla predicazione.
I Camilliani, fondati nel 1584, si dedicarono alla cura dei malati.
L'Ordine degli Scolopi fu fondato a Roma nel 1597 da san Giuseppe Calasanzio, quale opera per l'educazione dei bambini poveri.
Nel XVII secolo le congregazioni femminili di insegnanti sperimentarono una vitalità senza precedenti. Nella Lorena, Pierre Fourier e Alix Le Clerc fondarono le Canonichesse di Sant'Agostino della Congregazione di Nostra Signora, e a Bordeaux Giovanna di Lestonnac fondò l’Ordine della Compagnia di Maria Nostra Signora.
A Lione, Charles Démia fondò le Suore di San Carlo, mentre Nicolas Barré creò a Rouen le Suore dell’Infante Gesù-Provvidenza di Rouen. Similmente, Nicolas Roland creò a Reims le Suore del Santo Bambino Gesù, le Suore di San Giuseppe e quelle dell'Istruzione Cristiana (a Puy), le Suore di Évron (nel dipartimento della Mayenne), le Suore della Carità e dell'Istruzione Cristiana (a Nevers), della Presentazione a Tours, le Suore di Ernemont ( a Rouen), le Suore ospedaliere di San Paolo a Chartres, le Scuole di Carità (a Nantes) e di san Paolo (a Tréguier).
Fu nel 1610, ad Annecy, che san Francesco di Sales e santa Giovanna di Chantal fondarono l'Ordine della Visitazione, un ordine femminile che unisce vita contemplativa ed educazione.
Nel 1611 il cardinale Pierre de Bérulle fondò a Parigi l’Oratorio di Francia, che condivideva le stesse finalità degli Oratoriani di san Filippo Neri.
Nel 1625 san Vincenzo de' Paoli fondò a Parigi la Congregazione della missione (Lazzaristi). Nel 1633 santa Luisa di Marillac fondò le Figlie della carità, che si dedicarono al servizio dei malati e dei poveri.
Nel 1641 Jean-Jacques Olier creò a Parigi la Compagnia dei sacerdoti di San Sulpizio per soddisfare le esigenze formative dei sacerdoti e la creazione di seminari prescritti dal Concilio.
Due anni più tardi, a Caen, Giovanni Eudes fondò la Congregazione di Gesù e Maria, nota anche come ordine degli Eudisti.
Nel 1680 Giovanni Battista de La Salle gettò a Reims le basi di quello che sarebbe poi divenuti i Fratelli delle scuole cristiane, dediti all'istruzione dei poveri.

#### L’espulsione dei Gesuiti
I Gesuiti dovettero subire gli attacchi dei giansenisti, dei gallicani e dei parlamentari, l'ateismo dei filosofi. Furono interdetti ed espulsi dalla Francia nel 1763-4, mentre i loro duecento collegi furono chiusi.

## La soppressione delle congregazioni durante la Rivoluzione francese

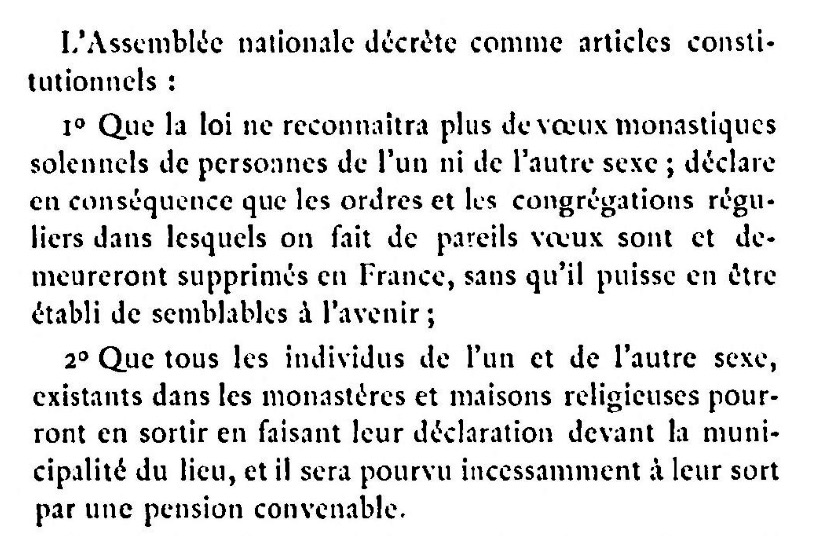
Decreto del 13 febbraio 1790, artt. 1 e 2.

Con decreto del 2 novembre 1789, l’Assemblea nazionale costituente mise a disposizione della nazione i beni della Chiesa, inclusi quelli delle congregazioni.
Con decreto del 13 febbraio 1790, furono vietati i voti monastici e soppressi gli ordini religiosi regolari. Il decreto impattava su una platea di 100.000 membri del clero non legati ad una parrocchia, ovvero due terzi del clero ritenuto non "utile". I criteri di "utilità" erano l’amministrazione dei sacramenti e la cura delle anime, l'insegnamento, la cura dei malati, degli infermi e il soccorso dei bisognosi.
Con Ordinanza in Consiglio del 18 agosto 1792, l’Assemblea nazionale legislativa soppresse le congregazioni secolari, principalmente quelle dedite all'insegnamento e quelle ospitaliere.

## Dal Consolato al Secondo Impero
Negli articoli organici del Concordato del 1801, il Consolato confermò la soppressione di tutti gli istituti ecclesiastici (ad eccezione dei capitoli delle cattedrali e dei seminari).
Il decreto del 3 Messidoro dell’Anno XII aprì la possibilità di formare una congregazione previa autorizzazione formale mediante decreto imperiale.
Il decreto Imperiale di 17 marzo 1808 che organizza l'Università di Francia riconosceva, nel suo articolo 109, i Fratelli delle Scuole Cristiane.
Il decreto del 18 febbraio 1809 consentiva la ricostituzione delle congregazioni ospedaliere femminili con la semplice approvazione dei loro statuti, il cui divieto aveva causato eccessive difficoltà nella gestione dell'assistenza ai malati.
Al termine delle guerre napoleoniche, il clima politico era cambiato. I monarchi che avevano espulso i Gesuiti non erano più al potere e papa Pio VII procedette alla restaurazione universale della Compagnia, promulgando il 7 agosto 1814 il decreto Sollicitudo omnium ecclesiarum.
La legge dei 2 gennaio 1817 introdusse l’obbligatorietà del riconoscimento giuridico in capo alle congregazioni, al fine di poter acquisire beni immobili e affitti, o ricevere donazioni e lasciti.
La legislazione nei decenni successivi fu progressivamente più favorevole alle congregazioni femminili. La legge del 24 maggio 1825 autorizzava l'apertura di nuove congregazioni, mentre quelle che esistevano prima del 1º gennaio 1825 avrebbero potuto continuare ad esistere mediante un semplice decreto del re. La fondazione di istituti di congregazioni autorizzate fu subordinata solo a un'ordinanza di autorizzazione reale.
Il decreto del 31 gennaio 1852 chiese di agevolare le congregazioni religiose femminili “che si dedicano all'educazione dei giovani e al soccorso dei poveri” nei mezzi atti ad ottenere il proprio riconoscimento giuridico.

## La Terza Repubblica
Durante la Terza Repubblica francese il movimento anticlericale si comportò in modo alquanto tollerante nei confronti del clero secolare, mentre adottò una politica repressiva nei confronti delle congregazioni.

### 1880: le prime espulsioni
Il 29 marzo 1880 il Presidente del Consiglio Charles de Freycinet e il Ministro della Pubblica Istruzione Jules Ferry firmarono due decreti, che rispettivamente espellevano per la seconda volta i Gesuiti dalla Francia e che imponevano alle altre congregazioni di richiedere l'autorizzazione entro tre mesi, a pena dello scioglimento e della dispersione.
La maggior parte di esse decise di non chiedere l'autorizzazione per solidarietà con i Gesuiti e allo scadere del breve termine, furono espulse in quanto congregazioni non autorizzate (Benedettini , Cappuccini, Carmelitani, Francescani, Assunzionisti , ecc.). Alcuni conventi domenicani furono chiusi. I monaci della Grande Certosa e i Trappisti non furono turbati.
In totale furono espulsi 5.643 gesuiti e chiusi 261 conventi.

### 1903: la seconda espulsione
La Legge sulla libertà di associazione del 1901 sottopose le congregazioni ad un regime eccezionale descritto nel Titolo III.
Il Vaticano condannò la legge, incoraggiando al contempo le congregazioni a chiedere l’autorizzazione, cosa che fece la maggioranza di esse.  Tuttavia, la vittoria del Bloc des Gauches alle elezioni legislative del maggio 1902 portò al potere Émile Combes, alleato dei socialisti di Jaurès, il cui governo condusse una feroce lotta anticlericale.
Nella primavera del 1903 Combes trasmise alla Camera cinquantaquattro fascicoli di richieste di autorizzazione di congregazioni maschili presentate da più di 1.915 case, suddivise in tre gruppi: venticinque congregazioni docenti (rappresentanti 1.689 case e 11.841 religiosi), ventotto congregazioni predicatrici (225 case e 3.040 religiosi) e 48 monaci certosini. Tali domande furono tutte accompagnate da parere negativo. Nello stesso tempo, Combes trasmise al Senato le richieste di sei congregazioni di uomini “Ospedalieri, Missionari e Contemplativi”, cinque con opinioni favorevoli che sarebbero rimaste tollerate (I Fratelli Ospedalieri di San Giovani di Dio, i Trappisti, i cistercensi del’Abbazia di Lerino, i Padri Bianchi e le Missioni Africane di Lione), e uno di parere negativo (i Salesiani di don Bosco).
Per quanto concerne le congregazioni femminili, delle 390 che avevano chiesto l'autorizzazione, soltanto 81 fascicoli provenienti da congregazioni docenti sarebbero stati trasmessi alla Camera con pareri sfavorevoli.
La Camera e il Senato seguirono le raccomandazioni di Combes: le congregazioni non autorizzate furono espulse nell’aprile 1903. Così i monaci della Grande Certosa furono espulsi manu militari il 29 aprile.
Durante l'estate del 1902, per ordine di Émile Combes furono chiuse sul territorio nazionale 3.000 scuole non autorizzate di congregazioni autorizzate. Il trend subì un’accelerazione nel 1903 per effetto della legge del 4 dicembre 1902 che prevedeva una multa o il carcere per chiunque avesse aperto una scuola congregazionale senza autorizzazione, ovvero, a seguito di provvedimento di chiusura, ne avesse proseguito l'attività o ne avesse promosso l'organizzazione o il funzionamento.

### 1904: La soppressione delle congregazioni docenti
Il colpo di grazia alle congregazioni docenti fu inferto dall’art. 1 della legge del 7 luglio 1904.
Quasi 2.000 scuole furono chiuse e decine di migliaia di religiosi che avevano fatto dell'educazione il proprio campo d'azione privilegiato si trovarono di fronte alla scelta tra la riqualificazione, l'abbandono dello stato ordinario e l'esilio. Alcuni optarono per la riduzione alo stato laicale, su invito dei vescovi, per garantire la sopravvivenza della loro opera, ma molti scelsero la fedeltà alla loro vocazione e quindi l'esilio, preferibilmente il più vicino possibile alla Francia, nella speranza di un possibile ritorno.
Dai 30 ai 60.000 religiosi francesi partirono così per fondare istituzioni all'estero: in Belgio, in Spagna, n Svizzera, ma anche lungo la cosiddetta “via missionaria”. Circa 1.300 sbarcarono in Canada tra il 1901 e il 1904, confluendo nella società missionaria del Québec.

### 1914: la Sacra Unione
Mentre molti religiosi rimasero all'estero, contribuendo all'internazionalizzazione delle congregazioni allo scoppio della prima guerra mondiale nacque la Sacra Unione fra partiti e movimenti religiosi di tutte le tendenze, sottolineata dalla circolare del 2 agosto 1914 a firma del Ministro dell'Interno Louis Malvy che invitava i prefetti:
(Louis Malvy, circolare del 2 agosto 1914)
In virtù di tale atto, 9.323 religiosi tornarono dall’esilio per essere mobilitati; di essi 1.237 furono feriti e 1.571 persero la vita nel corso dei combattimenti.
Al termine della guerra molte congregazioni tornarono in Francia, fiduciose dell'apertura creatasi, a cui sarebbe seguita la ripresa dei rapporti con la Santa Sede nel 1921. Tuttavia, il 2 giugno 1924, il nuovo Presidente del Consiglio Édouard Herriot annunciò la ripresa dell'espulsione delle congregazioni, l'abolizione dell'ambasciata presso la Santa Sede e l'applicazione della legge di separazione tra Chiesa e Stato in Alsazia e Mosella.
In risposta a queste minacce, due mesi dopo, il benedettino François-Josaphat Moreau fondò la Ligue des droits du religieux ancien combattant (Lega per i diritti dei veterani religiosi, DRAC), mentre a ottobre il gesuita Paul Doncœur pubblicò una lettera aperta a Herriot nella quale affermava: «Per l'onore di Francia, non ce ne andremo». Il governo rinunciò ai propri propositi e nessun religioso abbandonò il territorio francese.

### 1939/1940: nuove concessioni
Con il decreto-legge del 16 gennaio 1939, il Ministro delle Colonie Georges Mandel diede ad ogni culto il permesso di creare nei territori d'oltremare una missione con un Consiglio di Amministrazione, avente "personalità civile". Alla missione cattolica delle Isole Marchesi fu concesso di mantenere la proprietà di tutte le sue terre. Il decreto-legge de l6 dicembre 1939, sempre a firma di Mandel, modificava alcuni articoli del precedente.
Nel 1940 i 43 padri certosini espulsi nel 1903 attendevano ancora in Italia il permesso di rientrare in Francia, dove politici di destra si battevano per “la restituzione della Certosa ai Certosini”. Il Vaticano chiese alla Francia il ritorno alla libertà per le congregazioni religiose. Infine, la seconda guerra mondiale consentì ai Certosini di riprendere temporaneamente un punto d'appoggio in Francia: il 10 maggio 1940, la Germania invase la Francia, i monaci furono messi a rischio di espulsione dall'Italia qualora Mussolini avesse attaccato anche la Francia.
Il 29 maggio 1940 il ministro dell'Interno Georges Mandel autorizzò le congregazioni a tornare sul suolo nazionale, sperando che papa Pio XII esercitase pressioni su Mussolini perché l'Italia non dichiarasse guerra alla Francia. Il 9 giugno 1940 Mandel autorizzò il ritorno dei certosini e il loro insediamento in Francia, che rimase tuttavia illegale ai sensi della legge del 1901.

## Il regime di Vichy
La sconfitta del 22 giugno 1940 generò un immenso senso di colpa tra i cattolici. Il 5 luglio 1940 lo scrittore cattolico Paul Claudel annotava nel suo diario:
(Paul Claudel, 5 luglio 1940)
Sul quotidiano La Croix del 28 giugno 1940 mons. Saliège, vescovo di Tolosa, dichiarò: 
(Mons. Saliège, ‘’La Croix’’, 28 giugno 1940)
Dall'estate del 1940 l'episcopato ribadì al nuovo governo le richieste di aiuti all'istruzione gratuita per i quali erano stati avviati colloqui con il governo Daladier. Inoltre, la Chiesa desiderava che le congregazioni fossero considerate associazioni, la ci costituzione era subordinata a una semplice dichiarazione. Ma membri del governo come il ministro dell'Interno Marcel Peyrouton[, ripresero il classico argomento contro le congregazioni: la congregazione non è un'associazione come le altre, il legame tra i membri della congregazione è stretto, questi ultimi abbandonano ogni elemento a favore del gruppo.
La congregazione fu vista come l’emissaria di una potenza straniera, il Vaticano: «Abbiamo appena bandito le società segrete. Attenzione a non ostacolare l'autorità dello Stato creando un'eccezione». L'interlocutore dell'episcopato divenne poi Jacques Chevalier, responsabile della Pubblica Istruzione nel governo che pubblicò una serie di leggi e decreti a partire dal settembre 1940.
II 3 settembre il regime di Vichy, approvò una legge, redatta sotto l'autorità di Raphaël Alibert, che abrogava integralmente la legge del 7 luglio 1904 che vietava ai religiosi di insegnare in pubblico, incluso nelle scuole private. Inoltre, abrogava l'articolo 14 della legge del 1 luglio 1901 che vietava l'insegnamento alle congregazioni non autorizzate, Da allora in poi, le congregazioni docenti ottennerro la facoltà di tornare in Francia e il diritto di fondare istituti (ad esempio, i Fratelli delle Scuole Cristiane poterono riprendere l'attività di insegnamento nei propri istituti).
Tuttavia, il Vaticano era contrario a una disposizione della legge che specificava che il riconoscimento di una congregazione era subordinato alla residenza in Francia del superiore della stessa. Inoltre, l'articolo 16 della legge del 1 luglio 1901 disponeva che le congregazioni presentassero la richiesta di autorizzazione allo Stato, cioè praticamente che una congregazione dovesse essere riconosciuta dal Consiglio di Stato francese. Questo status delle congregazioni fu preservato nei decenni successivi. Il superiore dell'Abbazia di Solesmes, rifiutandosi di fare la richiesta davanti al Consiglio di Stato, rappresentò un’importante eccezione a tale prassi.
La legge del 15 ottobre diede ai bambini delle scuole private il diritto di accedere alle risorse del fondo scolastico, un'istituzione pubblica municipale presieduta dai sindaci. La crisi politica che vide la partenza di Pierre Laval alla fine del 1940 eliminò anche Marcel Peyrouton al quale subentrò l'eminenza grigia di Darlan, Henri Moysset, in difesa degli interessi dello Stato. La legge del 6 gennaio 1941 consentì ai comuni di concedere sussidi alle scuole private.
La legge del 15 febbraio 1941 prorogò il termine per l'assegnazione alle associazioni religiose di beni immobili appartenenti a istituzioni religiose pubbliche. È stato esteso alle Antille e all’isola della Riunione dalla legge de 14 giugno 1941. La legge del 21 febbraio 1941regolarizzò integralmente la presenza delle sei comunità di certosini in Francia, autorizzandone in via definitiva ed esplicita il ritorno..
L’8 luglio 1941 una legge consentiva alle associazioni religiose, previa autorizzazione amministrativa, di raccogliere donazioni e lasciti. Questa disposizione segnò la fine della impugnazione della legge del 1905 da parte dell'episcopato.
Il regime di Vichy consentì la concessione di ingenti sovvenzioni agli istituti privati. L'istruzione confessionale privata ricevette sussidi statali (400 milioni di franchi nel 1941).
La circolare del 26 febbraio 1942 dettò dieci articoli articoli relativi al culto riconosciuto dalla Repubblica, fra i quali quello che prevedeva che ogni congregazione cattolica fosse posta sotto la giurisdizione di un vescovo.
La legge n. 505 dell'l8 aprile 1942 ammorbidì le disposizioni del titolo III della legge del 1º luglio 1901, abrogandone l'articolo 16 che richiedeva la richiesta di autorizzazione a pena di "dichiarazione di iliceità". Inoltre, la norma modificava l'articolo 13 nel senso che la fondazione di una congregazione non era più subordinata all'autorizzazione di una legge votata dal Parlamento, ma a quella di un decreto preso dopo l'assenso del Consiglio di Stato.
La legge del 25 dicembre 1942 emendò l'articolo 19 della legge del 1905 e permise alle autorità pubbliche di sovvenzionare gli edifici di culto delle associazioni religiose. I bilanci del 1942, 1943 e 1944 previdero un sussidio per gli Istituti Cattolici e per tre facoltà protestanti. L'istruzione secondaria (scuola media e superiore), che era divenuta gratuita nel 1933, riprese ad essere a pagamento.

## Dalla Liberazione al presente
La legge del 3 settembre 1940 non fu applicata in occasione della Liberazione di Francia. Solamente tre congregazioni minori ottennero il riconoscimento giuridico, compreso il Carmelo di Créteil.
L'ordinanza del 9 agosto 1944 a firma del generale De Gaulle estese ulteriormente le misure adottate dal regime di Vichy, dopoché questi ebbe autorizzato il ritorno delle congregazioni docenti e il sovvenzionamento della scuola privata. Tuttavia, i deputati della Repubblica francese votarono per l’abolizione di tutti i sussidi e di tutte le sovvenzioni a favore delle scuole confessionali, senza rinunciare all'autorizzazione delle congregazioni: le leggi de i3 settembre 1940 e dell’8 aprile 1942 furono confermate nel ’45.
Bisognerà attendere il 1º gennaio 2005 per vedere approvata una legge che conceda ai dei bambini delle scuole private l’accesso ai fondi scolastici pubblici. Nel 1959 la legge Debré sui rapporti tra lo Stato e le istituzioni educative private ripristinò le sovvenzioni alle scuole private in cambio della firma di un contratto, innalzando l’obbligo scolastico a 16 anni (rispetto ai 14 anni previsti nel 1936).
Nel 1970, la Presidenza di Pompidou suggerì che le congregazioni non ancora riconosciute richiedessero il riconoscimento legale dello Stato. Prima del 1987 furono riconosciuti 249 istituti apostolici su 365 e 114 monasteri su 323 da parte femminile, e 25 istituti apostolici su 62 e 23 monasteri su 43 da parte maschile. I Gesuiti furono ufficialmente riammessi in Francia solo a partire dal 24 febbraio 2001.
Le associazioni che rifiutarono il regime del riconoscimento legale poterono qualificarsi come "associazioni di fatto". Ne fu un esempio la Congregazione di Solesmes. Le associazioni di fatto erano prive della personalità giuridica e pertanto non potevano sottoscrivere alcun contratto a nome dell'abbazia, né possedere edifici propri, né ricevere donazioni o lasciti, aprire un conto in banca, ottenere un libretto al portatore, ecc.
Originariamente destinate alle comunità cattoliche, i testi legislativi sulle congregazioni trovarono applicazione anche nei confronti delle comunità protestanti, ortodosse, ecumeniche e buddiste.
Alla fine del XX secolo, mentre alcuni ordini tradizionali entrarono in crisi, si assistette comunque anche alla comparsa di istituti secolari.